# Snow White's Poison Bite
Snow White's Poison Bite é uma banda finlandesa de horror punk de Joensuu.

## História
A banda foi formada em 2006 por Allan "Jeremy Thirteenth" Cotterill, Juuso Puhakka, Tuomo Korander e Teemu Leikas. Mais tarde, em 2008, o baixista Jarkko Penttinen se juntou à banda. No final de 2009, Puhakka deixou a banda devido a desacordos pessoais e musicais, desde quando a banda se tornou um quarteto quando Cotterill mudou da guitarra/vocais limpos, para vocais solos. Cotterill nasceu no Reino Unido, mas vive na Finlândia desde os seis anos, enquanto o resto dos membros da banda nasceram e cresceram na Finlândia. Cotterill escreve todas as músicas e letras do Snow White's Poison Bite.
Em maio de 2008, SWPB ganhou a competição de banda Big Boom. O prêmio foi três dias de estúdio e um concerto no famoso festival de verão Himos Festival. Em maio de 2009, SWPB fez o show de abertura da banda americana de post-hardcore, Alesana, em Helsínquia. Eles também fizeram turnê com o Music Against Drugs-tour (Música Contra as Drogas), na Finlândia, que é parte da organização Youth Against Drugs (YAD) (Juventude Contra as Drogas).
No começo de 2009, SWPB assinou um contato com a Poko Rekords/EMI Finland. Em fevereiro de 2009,  Poko lançou o primeiro EP da banda, ”Drama Through Your Stereo”. No começo de 2010, a banda assinou um contrato de gravação com a Sound Of Finland's Hyeena Trax, e lançou dois singles, "Valentine's Doom"  como download grátis, e "Kristy Killings".  O álbum de estréia da banda, ”The Story of Kristy Killings”, foi lançado no dia 27 de outubro de 2010. A versão japonesa do álbum foi lançada através da Marquee/Avalon, e digitalmente, através do iTunes nos Estados Unidos.  
No dia 5 de maio de 2011, Tuomo Korander, Jarkko Penttinen e Teemu Leikas anunciaram sua separação da banda, forçando-os a cancelarem suas remanescentes datas de turnê, e deixando Allan Cotterill como o único membro restante. Mais tarde naquele ano, o novo guitarrista Tuomo Räisänen, novo baixista Hannu Saarimaa e o novo baterista Niko Hyttinen foram anunciados pelas páginas da banda no Facebook e no Youtube. 
No dia 19 de janeiro de 2013 foi anunciado que "Featuring: Dr. Gruesome And The Gruesome Gory Horror Show" seria lançado no dia 16 de abril. O álbum recebeu comentários predominantemente favoráveis, declarando que o álbum é cheio de energia e carisma, indo perto de pop punk antes de divulgar repartições maciças.
A banda teve seu fim anunciado pelo vocalista Allan Jeremy Cotterill no seu instagram, na data de 13/07/2018

## Membros
| Membros Atuais - Allan "Jeremy Thirteenth" Cotterill - vocais/guitarra (2006–presente), vocais limpos (2007-2009) e vocais solos (2009–presente) - Hannu "Bobo" Saarimaa - baixo (2012–presente) | Ex Membros - Niko "Hoker Dine" Hyttinen - bateria (2012–2013) - Juuso Puhakka - unclean vocals (2007-2009) - Tuomo Korander - guitarra solo (2007-2011) - Jarkko Penttinen - baixo (2007-2011) - Teemu Leikas - bateria (2007-2011) - Tuomo "Tupi" Räisänen - guitarra solo (2011–2013) |

Linha do Tempo

## Discografia
Álbuns
- The Story of Kristy Killings (Sound Of Finland, 2010)
- Featuring: Dr. Gruesome And The Gruesome Gory Horror Show (Victory Records, 16 de abril, 2013)

EPs
- Drama Through Your Stereo EP (Poko Rekords, 2009)

Demos
- Snow White’s Poison Bite (auto-lançado, 2008)

Singles
- So Cinderella (2008)
- She's A Trendy Designer On Her Wrists (2009)
- Valentine's Doom (2010)
- Kristy Killings (2010)
- The End Of Prom Night (2010)
- Count Dracula Kid (2012)
- Gruesome Gory Horror Show (2013)

## Videografia
- "So Cinderella" (2008)
- "She's A Trendy Designer On Her Wrists" (2009)
- "The End Of Prom Night" (2010)
- "Will You Meet Me In The Graveyard?" (2013)
- "There's a New Creep on the Block" (2013)